# 塞浦路斯岛

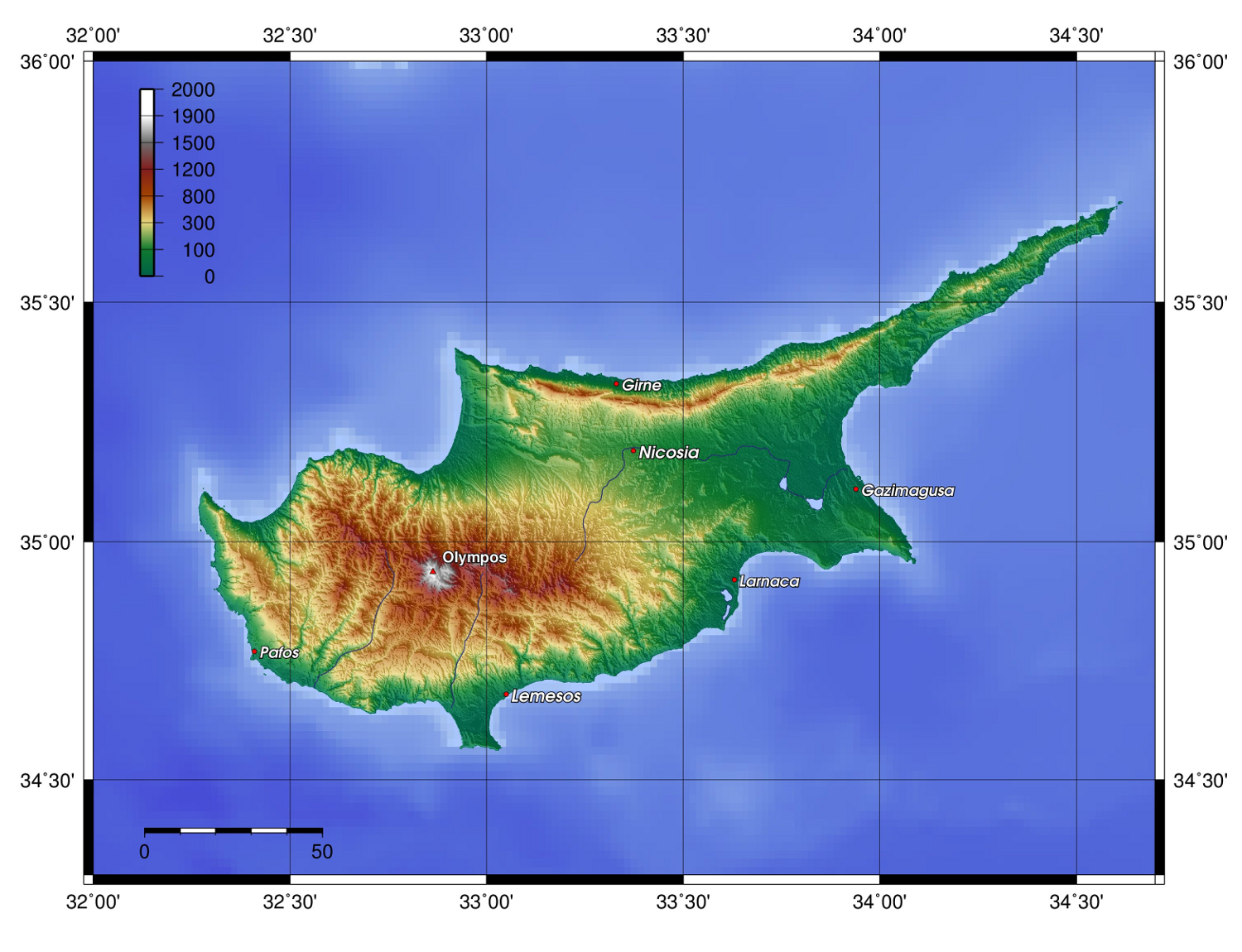
塞浦路斯岛地形图

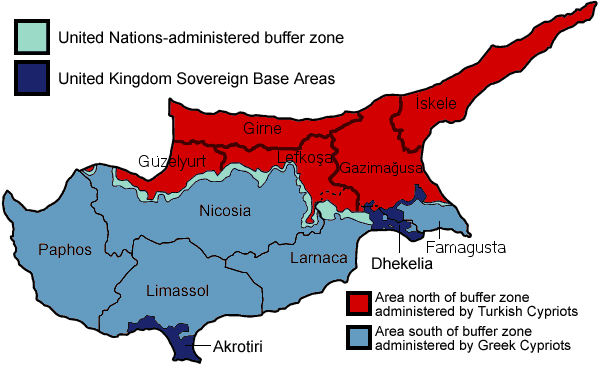
賽普勒斯島上的勢力分佈圖。其中北半的紅色區塊為實際上由北賽普勒斯共和國治理的土耳其區，南半的淺藍色區塊為希臘區，中間淺綠色帶狀地區為聯合國緩衝區，兩個深藍色區塊則為英國屬地

塞浦路斯岛位于西亚，是地中海的第三大岛（在意大利的西西里岛和撒丁岛之后），位于奇里乞亚以南，东西长240千米，南北宽100千米。塞浦路斯是地中海東部盆地的一個島。它是地中海第三大島嶼，僅次於義大利西西里島和撒丁島，也是世界面積第80大島嶼。它位於安納托利亞半島以南，但屬於塞浦路斯島弧。從地理上看，塞浦路斯位於西亞，但該國在政治地理上被認為是歐洲國家。塞浦路斯也長期受到希臘和間歇性的安納托利亞、黎凡特、拜占庭、土耳其和西歐的影響。
該島主要由兩座山脈組成：特羅多斯山脈和凱里尼亞山脈，以及它們之間的中央平原邁薩奧里亞。特羅多斯山脈覆蓋了該島南部和西部的大部分地區，約佔該島面積的一半。狹窄的凱里尼亞山脈沿著北部海岸線延伸。它不像特羅多斯山脈那麼高，佔地面積也少得多。這兩座山脈與土耳其大陸的托罗斯山脈大致平行，從塞浦路斯北部可以看到其輪廓。島嶼周圍有寬度不一的沿海低地。
该岛有以下几个国家和地区组成：
- 塞浦路斯共和国：以希腊族为主的政权，位于塞浦路斯岛的南部，受到国际社会的普遍承认，属于联合国会员国。它佔據該島南部60%的面積，自2004年5月1日起成為歐盟成員國。
- 北塞浦路斯土耳其共和国：以土耳其族为主的政权，位于塞浦路斯岛的北部，仅受土耳其承认，属于未受国际社会普遍承认的国家。它管轄該島北部，約佔領土面積的36%。
- 亞克羅提利與德凱利亞：英国的海外领地。總面積為254平方公里，佔島上面積的2.8%。
- 賽普勒斯聯合國緩衝區：由联合国维和部队管理的缓冲地带。面積約4%。